# محمود شوقي الأيوبي
محمود شوقي الأيوبي (1903 - 23 مارس 1966) أديب وشاعر من الكويت.

## حياته
ولد في الكويت لأبوين من أصل عراقي.  اسمه الحقيقي هو محمود بن السيد عبد الله الكريدي، ولإعجابه بالقائد صلاح الدين الأيوبي وبأمير الشعراء أحمد شوقي، اتخذ لنفسه اسما مركبا فأصبح محمود شوقي الأيوبي، تلقى علومه الأولى في مدرسة الشيخ زكريا الأنصاري، ثم التحق بالمدرسة المباركية، وانتقل إلى البصرة وتعلّم فيها فن الطباعة، ثم انتقل إلى بغداد والتحق بكلية المعلمين، حتى تخرج وحصل على الدبلوم سنة 1918، عمل مدرسا في قرية ابوالخصيب قرب البصرة لمدة عام واحد
تنقل بين العديد من البلدان، واطلع على ثقافتها مما أكسبه علما غزيرا، سافر إلى أندونيسيا بتكليف من الملك عبد العزيز آل سعود لفتح المدارس ونشر الدين الإسلامي وتعليم اللغة العربية، وعاد إلى الكويت عام 1950 م، ساهم في مسيرة التعليم في الكويت فدرّس في المعهد الديني ومدرسة الشعيبة ومدرسة حولي ومدرسة الأحمدي.

## أعماله
له عدة دواوين مطبوعة:
- رحيق الأرواح: طبع في القاهرة في دار العهد الجديد عام 1955 من منشورات رابطة الأدب الحديث ويقع في (352) صفحة، وقد طُبِع على نفقة الخفاجي صديق الشاعر، وقد نظمه في إندونيسيا
- هاتف من الصحراء
- الأشواق

- الموازين: طُبع في دار المعارف بمصر عام 1953، من قبل البعثة الكويتية بالقاهرة في (450) صفحة، ويشتمل على (140) قصيدة.
- ألحان الثورة.

## وفاته
في سنواته الأخيرة، أصيب بمرض عضال، سافر إلى بيروت ثم لندن للعلاج، ثم لزم بيته حتى توفي في 23 مارس 1966. 